# Wolf Kittler
Wolf D. Kittler (geboren 1945) ist ein Literatur- und Medienwissenschaftler und Professor für germanische, slawische und semitische Studien an der University of California, Santa Barbara. Forschungsschwerpunkte sind neben der Auseinandersetzung mit Kafka und Kleist die Funktion von Technik in der Literatur.

## Leben
Kittler wurde im sächsischen Rochlitz geboren, 1958 siedelte seine Familie in die Bundesrepublik Deutschland über. Er ist der jüngere Bruder von Friedrich A. Kittler.
Nach dem Studium der Germanistik und Romanistik in Freiburg und Toulouse wurde Kittler im Jahr 1979 an der Friedrich-Alexander-Universität Erlangen-Nürnberg promoviert.
Bei Gerhard Neumann in Freiburg habilitierte sich Kittler 1986 mit einer Arbeit über Kleist: „Die Geburt des Partisanen aus dem Geist der Poesie. Heinrich von Kleist und die Strategie der Befreiungskriege“.
Im Anschluss daran hatte Kittler Gastprofessuren in Erlangen-Nürnberg und München. 1990 wurde er an die University of California, Santa Barbara berufen, wo er seitdem als Professor tätig ist.
Kittler war von 2004 bis 2006 Visiting Scholar an der Cornell University und u. a. Gastprofessor am Deutschen Seminar der Universität Basel sowie Senior Fellow am Internationalen Kolleg für Kulturtechnikforschung und Medienphilosophie (IKKM) in Weimar.
Kittler hat zahlreiche einschlägige Artikel zur abendländischen Literatur sowie zur Wissenschafts- und Mediengeschichte veröffentlicht.

## Monographien
- Der Turmbau zu Babel und das Schweigen der Sirenen: Über das Reden, das Schweigen, die Stimme und die Schrift in vier Texten von Franz Kafka. Erlangen: Palm & Enke 1985.

- Die Geburt des Partisanen aus dem Geist der Poesie: Heinrich von Kleist und die Strategie der Befreiungskriege. Freiburg: Rombach 1987.

## Herausgeber
- mit Gerhard Neumann: Franz Kafka: Schriftverkehr, Freiburg: Rombach 1990.

- mit Hans Gerd Koch, Gerhard Neumann: Franz Kafka: Drucke zu Lebzeiten, Kritische Kafka-Ausgabe in zwei Bänden. Frankfurt: Fischer 1996.

## Aufsätze
- Bombenpost. In: Dieter Sevin, Christoph Zeller (Hrsg.): Heinrich von Kleist: Style and Concept. Explorations of Literary Distance. Berlin/ Boston: Walter de Gruyter 2013, pp. 81–100.

- Das orphische Lied von der Erde: La dernière mode, Mallarmés Traum. In: Ästhetik und Kommunikation, 43/158, 2013, pp. 81–93.

- Falling after the fall: the analysis of the infinite in Kleist’s Marionette Theater. In: Bernd Fischer, Rim Mehigan (Hrsg.): Heinrich von Kleist and Modernity. Rochester, NY: Camden House 2011, pp. 279–194.

- Dead Beat Father. Zu Kafkas Roman Der Verschollene. In: Friedrich Balke, Joseph Vogl, Benno Wagner (Hrsg.): Für Alle und Keinen. Lektüre, Schrift und Leben bei Nietzsche und Kafka. Berlin/ Zürich: diaphanes 2008, pp. 161–175.

- Aphrodite gegen Ammon-Ra. Buchstaben im Garten des Adonis, nicht in Derridas Apotheke. In: Lorenz Engell, Bernhard Siegert, Joseph Vogl (Hrsg.): Stadt, Land, Fluss. Medienlandschaften (=Archiv für Mediengeschichte, 7). Weimar: Verlag der Bauhaus-Universität 2007, pp. 193–211.

- Der Zustand des Romans im Zeitalter der Zustandsgleichung. Über die kinetische Gastheorie in Robert Musils ‘Der Mann ohne Eigenschaften’. In: Bernhard Dotzler, Sigrid Weigel (Hrsg.): fülle der combination. Literaturforschung und Wissenschaftsgeschichte. München: Wilhelm Fink 2005, pp. 189–215.

- Die Verwaltung der Buchstaben. In: Sven Spieker (Hrsg.): Bürokratische Leidenschaften. Kultur- und Mediengeschichte im Archiv. Berlin: Kadmos 2004, pp. 29–44.

- Thalatta thalatta. Stéphane Mallarmé: ‘Brise marine.’ Übersetzung und Kommentar. In: Peter Berz, Annette Bitsch, Bernhard Siegert (Hrsg.): FAKtisch. Festschrift für Friedrich Kittler zum 60. Geburtstag. München: Wilhelm Fink, 2003, pp. 245–252.